# Ron Leibman
Ronald Leibman, dit Ron Leibman, né le 11 octobre 1937 à Manhattan, quartier de New York, dans l'État de New York, aux (États-Unis), et mort le 6 décembre 2019 dans la même ville, est un acteur et scénariste américain principalement de théâtre ainsi que de télévision.
Il a remporté le Tony Award du meilleur acteur dans une pièce en 1993.
Il a notamment joué le père de Rachel Green dans Friends.

## Biographie

### Jeunesse
Ron Leibman est né dans une famille juive de New York de Grace (née Marks) et Murray Leibman, qui travaillaient dans l'industrie du vêtement. Il est diplômé de l'université Wesleyenne de l'Ohio.
Ron Leibman était membre des Compass Players à la fin des années 1950 et a été admis à l'Actors Studio peu de temps après.
Ron Leibman a remporté l'Emmy Award du meilleur acteur dans une série dramatique, en 1979 pour son personnage de condamné devenu avocat dans Kaz (1978-1979), une série qu'il a également créée et co-écrite. Il a été présenté comme un organisateur d'Union juive du Nord dans le film primé Norma Rae (1979).
Il a partagé la vedette avec sa deuxième épouse Jessica Walter dans Le Tartuffe ou l'Imposteur au Los Angeles Theatre Center en 1986, et ils ont de nouveau joué dans la pièce Rumours de Neil Simon en 1988 à Broadway. Ils sont également apparus ensemble comme mari et femme dans le film Dummy (2003) et dans la série télévisée New York, police judiciaire dans l'épisode House Counsel en 1995.
Ron Leibman a reçu un Tony Award en 1993 pour sa performance en tant que Roy Cohn dans la pièce gagnante du prix Pulitzer Angels in America.
Il a joué le Dr Leonard Green, le père autoritaire de Rachel Green, dans la sitcom Friends. Il avait un rôle récurrent dans Les Soprano en tant que Dr Plepler. En 1983, Leibman a joué dans le film australien Phar Lap en tant que David J. Davis, le propriétaire du légendaire cheval de course néo-zélandais et australien Phar Lap, qui a remporté la coupe de Melbourne en 1930 et le handicap Agua Caliente de 1932.
En 2013, Ron Leibman a commencé à apparaître comme un personnage récurrent de la série télévisée Archer dans le rôle de Ron Cadillac, le mari de Malory Archer, interprétée par sa vraie femme Jessica Walter.

### Vie privée
Ron Leibman s'est marié deux fois. Sa première épouse était l'actrice Linda Lavin (1969-1981). En 1983, il a épousé l'actrice Jessica Walter.

### Mort
Ron Leibman est décédé le 6 décembre 2019 à Manhattan, quartier de New York, dans l'État de New York, aux (États-Unis), des complications d'une pneumonie à l'âge de 82 ans.

## Filmographie

### Acteur

#### Cinéma
- 1970 : Where's Poppa? (en) : Sidney Hocheiser
- 1972 : Abattoir 5 : Paul Lazzaro
- 1972 : Les Quatre Malfrats : Murch
- 1973 : Your Three Minutes Are Up (en) : Mike
- 1974 : Les Superflics (The Super Cops) : David Greenberg
- 1976 : Won Ton Ton, le chien qui sauva Hollywood : Rudy Montague
- 1979 : Norma Rae : Reuben
- 1980 : Up the Academy : Major Vaughn Liceman (non crédité)
- 1981 : La Grande Zorro : Esteban
- 1983 : La Fille sur la banquette arrière (Romantic Comedy) : Leo
- 1983 : Phar Lap : Dave Davis
- 1984 : Une question de courage : Larry Price
- 1984 : Le Vainqueur : Freddie Ugo
- 1988 : Seven Hours to Judgment (en) : David Reardon
- 1996 : Dans l'ombre de Manhattan : Morgenstern
- 1999 : Gary & Linda (Just the Ticket) : Barry the Book
- 2002 : Auto Focus : Lenny
- 2002 : Dummy : Lou
- 2002 : Personal Velocity: Three Portraits : Avram Herskowitz
- 2004 : Garden State : Dr Cohen
- 2010 : A Little Help : Warren Dunning

#### Télévision

##### Séries télévisées
- 1956 : The Edge of Night : Johnny (1964)
- 1963 : The DuPont Show of the Week (en) : Carmatti
- 1966 : Hawk, l'oiseau de nuit : Eddie Toll
- 1975 : Police Story : Ray Oberstar
- 1978-1979 : Kaz : Martin 'Kaz' Kazinsky
- 1985 : Comedy Factory : Joey Caruso
- 1987 : ABC Afterschool Special : Sam Greene
- 1988 : Aaron's Way (en)
- 1990-1992 : Arabesque : Darryl Heyward / Roland Trent
- 1991-1992 : Pacific Station : Det. Al Burkhardt
- 1992 : Inspecteur Poisson
- 1995 : Duckman : Geofredo
- 1995-1996 : Central Park West : Allen Rush
- 1995-2000 : New York, police judiciaire : Barry Nathanson / Mark Paul Kopell
- 1996 : Les Razmoket : Rabbi / Vieil Homme
- 1996-2004 : Friends : Dr Leonard Green
- 1998-2002 : Holding the Baby : Stan Peterson
- 2001 : New York, unité spéciale (saison 3, épisodes 1, 4, 8 et 10) : procureur-adjoint Stan Villani
- 2003 : The Practice : Donnell et Associés : Atty. Robert Colby
- 2006 : Les Soprano : Dr Lior Plepler
- 2013-2016 : Archer : Ron Cadillac

##### Téléfilms
- 1963 : Ride with Terror
- 1975 : The Art of Crime : Roman Grey
- 1977 : Martinelli, Outside Man : Richie Martinelli
- 1978 : A Question of Guilt : Détective Louis Kazinsky
- 1980 : Linda in Wonderland
- 1981 : Rivkin : Bounty Hunter : Rivkin
- 1986 : Christmas Eve : Morris Huffner
- 1986 : Piégé par le fisc : Jerry Brenner
- 1988 : Terrorist on Trial : The United States vs. Salim Ajami : Simon Resnick
- 1997 : Don King: Only in America (en) : Harry Shondor

### Parolier

#### Séries télévisées
- 1985 : Comedy Factory

### Scénariste

#### Séries télévisées
- 1978-1979 : Kaz
- 1985 : Comedy Factory

#### Téléfilms
- 1983 : Dusty Brill

## Voix françaises
Pour le rôle du Dr Léonard Green le papa de Rachel dans la série "Friends" :  Michel Papineschi est un acteur français. Spécialisé dans le doublage, il fut la voix française de Robin Williams de 1990 à 2015, sa voix est aussi associée à Richard Dreyfuss, Tony Shalhoub, Tim Allen, Eugene Levy, Timothy Spall, Harvey Keitel et Alan Rickman.